# Anadoras weddellii
Anadoras weddellii és una espècie de peix de la família dels doràdids i de l'ordre dels siluriformes.

## Morfologia
- Els mascles poden assolir 15 cm de longitud total.[1]

## Hàbitat
És un peix d'aigua dolça i de clima tropical.

## Distribució geogràfica
Es troba a Sud-amèrica: conques dels rius Mamoré, Paraguai i Pilcomayo (Argentina).